# 吉爾摩 (馬里蘭州)
吉爾摩（英語：Gilmore）是位於美國馬里蘭州亞利加尼縣的一個普查規定居民點。

## 人口
根據2020年美國人口普查的數據，吉爾摩的面積為0.27平方千米，當中陸地面積為0.27平方千米，而水域面積為0.00平方千米。當地共有人口132人，而人口密度為每平方千米488.89人。